# Michel Baron
Michel Boyron (París, 1653 — 1729) va ser un actor i dramaturg francès conegut amb el pseudònim de Michel Baron. Va ser actor a la companyia de Molière (1670) i més tard s'establí pel seu compte. Interpretà obres de Corneille, Jean Racine, Molière, Pierre de Marivaux o Voltaire, entre d'altres i se li atribueixen diverses comèdies com L'homme à bonnes fortunes (1680).